# Hongkong na Letnich Igrzyskach Olimpijskich 2024
Hongkong na Letnich Igrzyskach Olimpijskich 2024 – występ kadry sportowców reprezentujących Hongkong na igrzyskach olimpijskich, które odbyły się w Paryżu we Francji, w dniach 26 lipca – 11 sierpnia 2024. Reprezentacja Hongkongu liczyła trzydziestu czterech zawodników - 18 kobiet i 16 mężczyzn, którzy wystąpili w 12 dyscyplinach. Był to osiemnasty start Hongkongu na letnich igrzyskach olimpijskich.

## Skład reprezentacji

### Badminton
| Zawodnik                     | Kon.       | Faza grupowa     | Faza grupowa     | Faza grupowa     | Faza grupowa     | Faza grupowa | 1/8 finału       | Ćwierćfinały     | Półfinały        | Finał            | Finał | Źródło |
| Zawodnik                     | Kon.       | Przeciwnik Wynik | Przeciwnik Wynik | Przeciwnik Wynik | Przeciwnik Wynik | Poz.         | Przeciwnik Wynik | Przeciwnik Wynik | Przeciwnik Wynik | Przeciwnik Wynik | Poz.  | Źródło |
| ---------------------------- | ---------- | ---------------- | ---------------- | ---------------- | ---------------- | ------------ | ---------------- | ---------------- | ---------------- | ---------------- | ----- | ------ |
| Lee Cheuk Yiu                | Singel (m) |                  |                  |                  |                  |              |                  |                  |                  |                  |       |        |
| Lo Sin Yan                   | Singel (k) |                  |                  |                  |                  |              |                  |                  |                  |                  |       |        |
| Yeung Nga Ting Yeung Pui Lam | Debel (k)  |                  |                  |                  |                  |              |                  |                  |                  |                  |       |        |
| Tang Chun Man Tse Ying Suet  | Mikst      |                  |                  |                  |                  |              |                  |                  |                  |                  |       |        |

### Gimnastyka

#### Sportowa
| Zawodnik      | Konkurencja | Kwalifikacje | Kwalifikacje | Kwalifikacje | Kwalifikacje | Kwalifikacje | Kwalifikacje | Kwalifikacje | Kwalifikacje | Finał    | Finał    | Finał    | Finał    | Finał    | Finał    | Finał | Pozycja | Źródło |
| Zawodnik      | Konkurencja | Przyrząd     | Przyrząd     | Przyrząd     | Przyrząd     | Przyrząd     | Przyrząd     | Razem        | Miejsce      | Przyrząd | Przyrząd | Przyrząd | Przyrząd | Przyrząd | Przyrząd | Razem | Pozycja | Źródło |
| Zawodnik      | Konkurencja | F            | PH           | R            | V            | PB           | HB           | Razem        | Miejsce      | F        | PH       | R        | V        | PB       | HB       | Razem | Pozycja | Źródło |
| ------------- | ----------- | ------------ | ------------ | ------------ | ------------ | ------------ | ------------ | ------------ | ------------ | -------- | -------- | -------- | -------- | -------- | -------- | ----- | ------- | ------ |
| Shek Wai Hung | Skoki (m)   | —            | —            | —            | 14,099       | —            | —            | 14,099       | 14.          | NQ       | NQ       | NQ       | NQ       | NQ       | NQ       | NQ    | NQ      | [ 1 ]  |

### Judo
| Zawodnik    | Konkurencja | 1/16             | 1/8              | Ćwierćfinał      | Półfinał         | Repasaże         | Finał / 3. miejsce | Finał / 3. miejsce | Źródła |
| Zawodnik    | Konkurencja | Przeciwnik Wynik | Przeciwnik Wynik | Przeciwnik Wynik | Przeciwnik Wynik | Przeciwnik Wynik | Przeciwnik Wynik   | Pozycja            | Źródła |
| ----------- | ----------- | ---------------- | ---------------- | ---------------- | ---------------- | ---------------- | ------------------ | ------------------ | ------ |
| Wong Ka Lee | -48 kg (k)  | Tanzer P 00–10   | NQ               | NQ               | NQ               | NQ               | NQ                 | 17.                | [ 2 ]  |

### Kolarstwo

#### Kolarstwo szosowe
| Zawodnik     | Konkurencja                    | Czas    | Pozycja | Źródło |
| ------------ | ------------------------------ | ------- | ------- | ------ |
| Lau Wan Yau  | Wyścig ze startu wspólnego (m) | DNF     | DNF     | [ 3 ]  |
| Lee Sze Wing | Wyścig ze startu wspólnego (k) | 4:10,47 | 64.     | [ 4 ]  |

#### Kolarstwo torowe
Omnium
| Zawodnik     | Konkurencja | Scratch | Scratch | Wyścig tempowy | Wyścig tempowy   | Wyścig tempowy | Wyścig eliminacyjny | Wyścig eliminacyjny | Wyścig punktowy | Wyścig punktowy | Wyścig punktowy | Suma punktów | Pozycja | Źródło |
| Zawodnik     | Konkurencja | Miejsce | Punkty  | Miejsce        | Punkty wyścigowe | Punkty         | Miejsce             | Punkty              | Sprint          | Okrążenia       | Miejsce         | Suma punktów | Pozycja | Źródło |
| ------------ | ----------- | ------- | ------- | -------------- | ---------------- | -------------- | ------------------- | ------------------- | --------------- | --------------- | --------------- | ------------ | ------- | ------ |
| Lee Sze Wing | Kobiety     | 19.     | 4       | 13.            | 0                | 16             | 18.                 | 6                   | 0               | 0               | 19              | 26           | 20.     | [ 4 ]  |

### Lekkoatletyka
| Zawodnik  | Konkurencja | Eliminacje | Eliminacje | Repasaże | Repasaże | Półfinał | Półfinał | Finał | Finał   | Pozycja | Źródło |
| Zawodnik  | Konkurencja | Wynik      | Miejsce    | Wynik    | Miejsce  | Wynik    | Miejsce  | Wynik | Miejsce | Pozycja | Źródło |
| --------- | ----------- | ---------- | ---------- | -------- | -------- | -------- | -------- | ----- | ------- | ------- | ------ |
| Felix Diu | 100 m (m)   | 10,62      | 4.         | NQ       | NQ       | NQ       | NQ       | NQ    | NQ      | 91.     | [ 5 ]  |

### Pływanie
| Zawodnik                                             | Konkurencja                | Eliminacje | Eliminacje | Półfinał | Półfinał | Finał   | Finał | Źródło |
| Zawodnik                                             | Konkurencja                | Czas       | Poz.       | Czas     | Poz.     | Czas    | Poz.  | Źródło |
| ---------------------------------------------------- | -------------------------- | ---------- | ---------- | -------- | -------- | ------- | ----- | ------ |
| Ian Ho                                               | 50 m st. dowolnym (m)      | 22,12      | 24.        | NQ       | NQ       | NQ      | NQ    | [ 6 ]  |
| Ian Ho                                               | 100 m st. dowolnym (m)     | 51,46      | 55.        | NQ       | NQ       | NQ      | NQ    | [ 6 ]  |
| Cindy Cheung                                         | 100 m st. grzbietowym (k)  | 1:03,45    | 29.        | NQ       | NQ       | NQ      | NQ    | [ 7 ]  |
| Cindy Cheung                                         | 200 m st. grzbietowym (k)  | 2:17,32    | 26.        | NQ       | NQ       | NQ      | NQ    | [ 7 ]  |
| Siobhan Haughey                                      | 100 m st. dowolnym (k)     | 53,02      | 2.         | 52,64    | 1.       | 52,33   | brąz  | [ 8 ]  |
| Siobhan Haughey                                      | 200 m st. dowolnym (k)     | 1:56,38    | 5.         | 1:55,51  | 4.       | 1:54,55 | brąz  | [ 8 ]  |
| Tam Hoi Lam Camille Cheng Stephanie Au Natalie Kan   | 4 × 100 m st. dowolnym (k) | 3:42,42    | 15.        | —        | —        | NQ      | NQ    | [ 9 ]  |
| Stephanie Au Siobhan Haughey Natalie Kan Tam Hoi Lam | 4 × 100 m st. zmiennym (k) | 4:03,56    | 13.        | —        | —        | NQ      | NQ    | [ 10 ] |

### Szermierka
| Zawodnik       | Konkurencja              | 1/32             | 1/16             | 1/8              | Ćwierćfinały     | Półfinały        | Finał/o 3. miejsce   | Finał/o 3. miejsce | Źródło |
| Zawodnik       | Konkurencja              | Przeciwnik Wynik | Przeciwnik Wynik | Przeciwnik Wynik | Przeciwnik Wynik | Przeciwnik Wynik | Przeciwnik Wynik     | Pozycja            | Źródło |
| -------------- | ------------------------ | ---------------- | ---------------- | ---------------- | ---------------- | ---------------- | -------------------- | ------------------ | ------ |
| Ho Wai Hang    | Szpada indywidualnie (m) | BYE              | Yamada P 9–15    | NQ               | NQ               | NQ               | NQ                   | 24.                | [ 11 ] |
| Cheung Ka Long | Floret indywidualnie (m) | BYE              | Gu W 15–5        | Mo W 15–10       | Lefort W 15–14   | Iimura W 15–11   | Macchi W 15–14       | złoto              | [ 12 ] |
| Vivian Kong    | Szpada indywidualnie (k) | BYE              | Hussein W 15–11  | Husisian W 15–12 | Krywyćka W 15–7  | Differt W 15–11  | Mallo-Breton W 13–12 | złoto              | [ 13 ] |
| Daphne Chan    | Floret indywidualnie (k) | BYE              | Azuma W 15–14    | Sauer P 8–15     | NQ               | NQ               | NQ                   | 15.                | [ 14 ] |

### Taekwondo
| Zawodnik    | Konkurencja | Kwalifikacje     | 1/8 finału       | Ćwierćfinał      | Półfinał         | Repasaż          | Finał / 3.miejsce | Finał / 3.miejsce | Źródło |
| Zawodnik    | Konkurencja | Przeciwnik Wynik | Przeciwnik Wynik | Przeciwnik Wynik | Przeciwnik Wynik | Przeciwnik Wynik | Przeciwnik Wynik  | Pozycja           | Źródło |
| ----------- | ----------- | ---------------- | ---------------- | ---------------- | ---------------- | ---------------- | ----------------- | ----------------- | ------ |
| Lo Wai Fung | -68 kg (m)  | Al-Ghotany W 2–0 | Rashitov P 0–2   | NQ               | NQ               | Liang P 0–2      | NQ                | 7.                | [ 15 ] |

### Tenis stołowy
| Zawodnik                              | Konkurencja   | Eliminacje       | 1/32 finału      | 1/16 finału      | 1/8 finału            | Ćwierćfinały      | Półfinały        | Finał            | Finał   | Źródło |
| Zawodnik                              | Konkurencja   | Przeciwnik Wynik | Przeciwnik Wynik | Przeciwnik Wynik | Przeciwnik Wynik      | Przeciwnik Wynik  | Przeciwnik Wynik | Przeciwnik Wynik | Pozycja | Źródło |
| ------------------------------------- | ------------- | ---------------- | ---------------- | ---------------- | --------------------- | ----------------- | ---------------- | ---------------- | ------- | ------ |
| Wong Chun Ting                        | Singel (m)    | Bye              | Diaw W 4–3       | Fan P 1–4        | NQ                    | NQ                | NQ               | NQ               | 17.     | [ 16 ] |
| Doo Hoi Kem                           | Singel (k)    | Bye              | Pyon P 1–4       | NQ               | NQ                    | NQ                | NQ               | NQ               | 33.     | [ 17 ] |
| Zhu Chengzhu                          | Singel (k)    | Bye              | Chien W 4–0      | Hirano P 0–4     | NQ                    | NQ                | NQ               | NQ               | 17.     | [ 18 ] |
| Doo Hoi Kem Zhu Chengzhu Lee Ho Ching | Drużynowo (k) | —                | —                | —                | Szwecja · P 2–3       | NQ                | NQ               | NQ               | 9.      | [ 19 ] |
| Wong Chun Ting Doo Hoi Kem            | Mikst         | —                | —                | —                | Ecseki Madarász W 4–1 | Robles Xiao W 4–2 | Ri Kim P 3–4     | Lim Shin P 0–4   | 4.      | [ 20 ] |

### Triathlon
| Zawodnik          | Konkurencja | Pływanie | Zmiana 1 | Jazda na rowerze | Zmiana 2 | Bieg | Czas | Pozycja | Źródło |
| ----------------- | ----------- | -------- | -------- | ---------------- | -------- | ---- | ---- | ------- | ------ |
| Jason Ng Tai Long | Mężczyźni   | 24:06    | 0:51     | DNF              | DNF      | DNF  | DNF  | DNF     | [ 21 ] |

### Wioślarstwo
| Zawodnik      | Konkurencja | Eliminacje | Eliminacje | Repasaż | Repasaż | Ćwierćfinały | Ćwierćfinały | Półfinały | Półfinały | Finał   | Finał | Miejsce | Źródło |
| Zawodnik      | Konkurencja | Czas       | M.         | Czas    | M.      | Czas         | M.           | Czas      | M.        | Czas    | M.    | Miejsce | Źródło |
| ------------- | ----------- | ---------- | ---------- | ------- | ------- | ------------ | ------------ | --------- | --------- | ------- | ----- | ------- | ------ |
| Chiu Hin Chun | M1x         | 7:00,29    | 4.         | 7:12,94 | 2.      | 7:13,70      | 6.           | 7:03,68   | 5.        | 6:56,65 | 2.    | 20.     | [ 22 ] |

### Żeglarstwo
Konkurencje eliminacyjne

| Zawodnik        | Konkurencja | Wyścig | Wyścig | Wyścig | Wyścig | Wyścig | Wyścig | Wyścig | Wyścig | Wyścig | Wyścig | Wyścig | Wyścig | Wyścig | Wyścig | Wyścig | Wyścig | Wyścig | Pozycja | Źródło |
| Zawodnik        | Konkurencja | 1      | 2      | 3      | 4      | 5      | 6      | 7      | 8      | 9      | 10     | 11     | 12     | 13     | 14     | QF     | SF     | F      | Pozycja | Źródło |
| --------------- | ----------- | ------ | ------ | ------ | ------ | ------ | ------ | ------ | ------ | ------ | ------ | ------ | ------ | ------ | ------ | ------ | ------ | ------ | ------- | ------ |
| Ma Kwan Ching   | iQFoil (k)  | 6      | 5      | 15     | 5      | 10     | 17     | 18     | 7      | 21     | 17     | 14     | 25     | 15     | 10     | NQ     | NQ     | NQ     | 14.     | [ 23 ] |
| Cheng Ching Yin | iQFoil (m)  | 20     | 14     | 7      | 25     | 14     | 9      | 1      | 10     | 7      | 5      | 5      | 19     | 15     | —      | NQ     | NQ     | NQ     | 13.     | [ 24 ] |

Konkurencje z wyścigiem medalowym

| Zawodnik                      | Konkurencja | Wyścig | Wyścig | Wyścig | Wyścig | Wyścig | Wyścig | Wyścig | Wyścig | Wyścig | Wyścig | Wyścig | Wyścig | Wyścig | Punkty | Finałowa pozycja | Źródło |
| Zawodnik                      | Konkurencja | 1      | 2      | 3      | 4      | 5      | 6      | 7      | 8      | 9      | 10     | 11     | 12     | M*     | Punkty | Finałowa pozycja | Źródło |
| ----------------------------- | ----------- | ------ | ------ | ------ | ------ | ------ | ------ | ------ | ------ | ------ | ------ | ------ | ------ | ------ | ------ | ---------------- | ------ |
| Akira Sakai Russell Alysworth | 49er        | 17     | 12     | 19     | 19     | 14     | 12     | 20     | 20     | 14     | 18     | 9      | 18     | NQ     | 172    | 20.              | [ 25 ] |
| Nicholas Halliday             | ILCA 7      | 35     | 14     | 35     | 16     | 18     | 6      | 15     | 32     | —      | —      | —      | —      | NQ     | 136    | 24.              | [ 26 ] |

M – Wyścig medalowy